# SIG Sauer P226
SIG Sauer P226 — самозарядний пістолет виробництва швейцарсько-німецької компанії SIG Sauer. SIG-Sauer P226 був розроблений в 1981 році як зброя для збройних сил США.
Перебував та перебуває на озброєнні правоохоронних та військових підрозділів понад 30 країн світу. Поширений у підрозділах спеціального призначення, зокрема Ізраїлю, США, Німеччини, Франції тощо.

## Історія
Пістолет SIG Sauer P226 був розроблений в 1981 році для участі в американському конкурсі ХМ9, який був запланований на 1984 рік для заміни застарілого M1911A1 на новий 9 мм пістолет для армії США. Він являв собою по суті пістолет SIG Sauer P220, який перебував на озброєнні збройних сил Швейцарії. Лише дві моделі — Р226 і Beretta 92F за всіма характеристиками пройшли конкурс, проте перевагу було надано Beretta через нижчу вартість. Італійська компанія взяла замовлення Армії США, проте спеціальні війська ВМС («морські котики») вирішили взяти P226. Наприкінці 1980-х років цю зброю також закупило ФБР, берегова охорона та деякі департаменти поліції. Особливо популярний в США варіант пістолета Р226 під потужний патрон .357 SIG, який більше ефективно вражає людей, що переховуються в автомобілях або за перешкодами.

## Конструкція

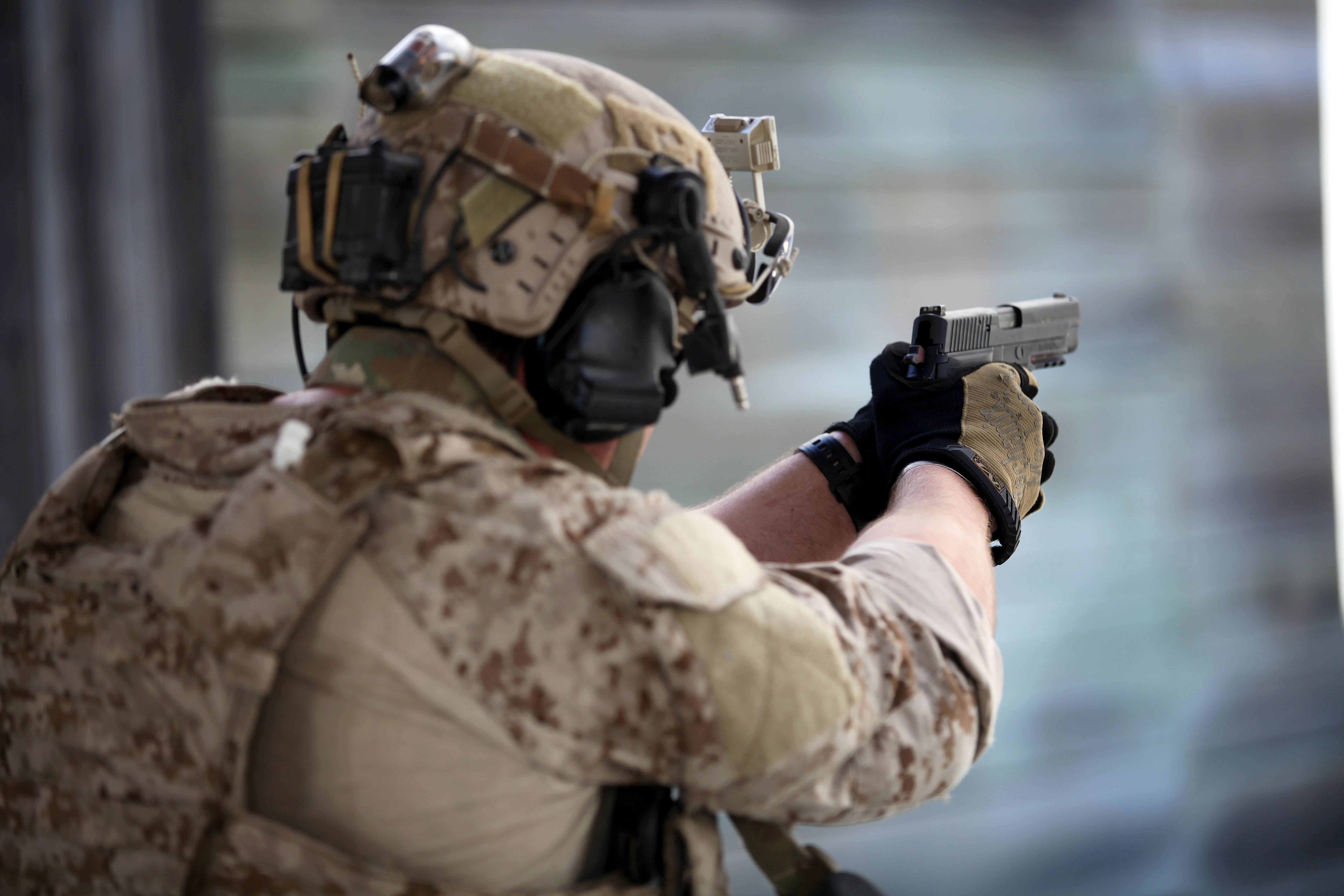
Оперативник Сил спеціальних операцій США використовує SIG Sauer P226

Автоматика пістолета P226 працює за схемою використання віддачі при короткому ході ствола. Замикання здійснюється за допомогою ствола, який знижується, зчепленням верхнього виступу його казенної частини зі збільшеним вікном затвора-кожуха для викиду стріляних гільз. Рама виготовляється з легкого сплаву. На нижній поверхні її передньої частини є стандартні напрямні Picatinny rail для кріплення різних додаткових пристосувань, таких як тактичний ліхтар або лазерний цілевказівник (на версії P226R). Ударно-спусковий механізм курковий, подвійної дії з запобіжним зведенням курка. Є різні варіанти УСМ. Широкий скіс патронника і напрямний паз рами забезпечують надійність подачі патронів з різними типами експансивних куль. Зброя має розташований з лівого боку рами важіль безпечного спуску курка. При натисканні на цей важіль він опускається вниз, підіймаючи шептало, і розчіплює його з прорізом бойового зведення курка. Під дією бойової пружини курок обертається до зчеплення прорізів запобіжного зводу із шепталом без контакту з ударником, що робить зброю зручною і безпечною в використанні. Сам ударник закривається стрижнем, який проходить через нього і утримується пружиною, і не буде рухатися навіть при падінні пістолета.
Пістолет оснащений автоматичним запобіжником ударника. На лівій стороні рами розташовано також важіль затримки затвора, що знаходиться за важелем безпечного спуску курка, і фіксатор ствола. Пістолет може працювати в режимі подвійної дії при повному натисканні на спусковий гачок або одинарної, коли курок зводиться рукою, а спусковий гачок натискається м'яко і коротко. Відразу після пострілу тиск газів в патроннику штовхає гільзу назад. Затвор і ствол, з'єднані разом, відкочуються приблизно на 3 мм, після чого ствол виходить із зачеплення з затвором. Система замикання є видозміною методу Браунінга: на стволі є великий фасонний виступ над патронником, який в закритому положенні входить в паз навколо вікна викиду гільз в затворі. Фасонний виступ під патронником вдаряється в поперечину рамки, опускаючи таким чином задній (казенний) кінець ствола, роз'єднуючи затвор і ствол.
Основною відмінністю від інших моделей SIG Sauer є використання дворядного магазина.

## Варіанти
Нині випускається багато варіантів стандартного P226, які найкраще підходять для тих чи інших завдань, наприклад:
- P226 DAK відрізняється від стандартного пістолета наявністю тільки самозарядного ударно-спускового механізму і відсутністю важеля безпечного спуску курка;
- P226 SAS — пістолет, що випускається майстернею Custom Shop, зі згладженими кутами затвора-кожуха для зручності прихованого носіння оснащений тільки самозарядним УСМ. Калібр — .40 S&W. Місткість магазина — 12 патронів;
- P226 Equinox — так само зброя від Custom Shop з двухтоновою обробкою поверхні затвора-кожуха і дерев'яними щічками руків'я. Інші характеристики залишилися колишніми;
- P226 Two-Tone відрізняється анодованою рамою зі сплаву і затвором-кожухом з нержавіючої сталі.
- P226R, тобто R-рейковий, який дозволяє причепити ЛЦВ або тактичний ліхтар.

Існують також варіанти P226: SL Sport II, Stainless, Beavertail, Elite, Navy, а також Е2.

## Оператори
- Бангладеш
- Білорусь
- Канада
- Фінляндія
- Франція
- Грузія
- Німеччина
- Індія
- Індонезія
- Іран
- Ірландія
- Ізраїль
- Японія
- Південна Корея
- Люксембург
- Малайзія
- М'янма
- Норвегія
- Нідерланди
- Нова Зеландія
- Пакистан
- Сингапур
- Іспанія
- Швеція
- Швейцарія
- Туреччина
- ОАЕ
- Велика Британія
- США